# 紫色採尿バッグ症候群

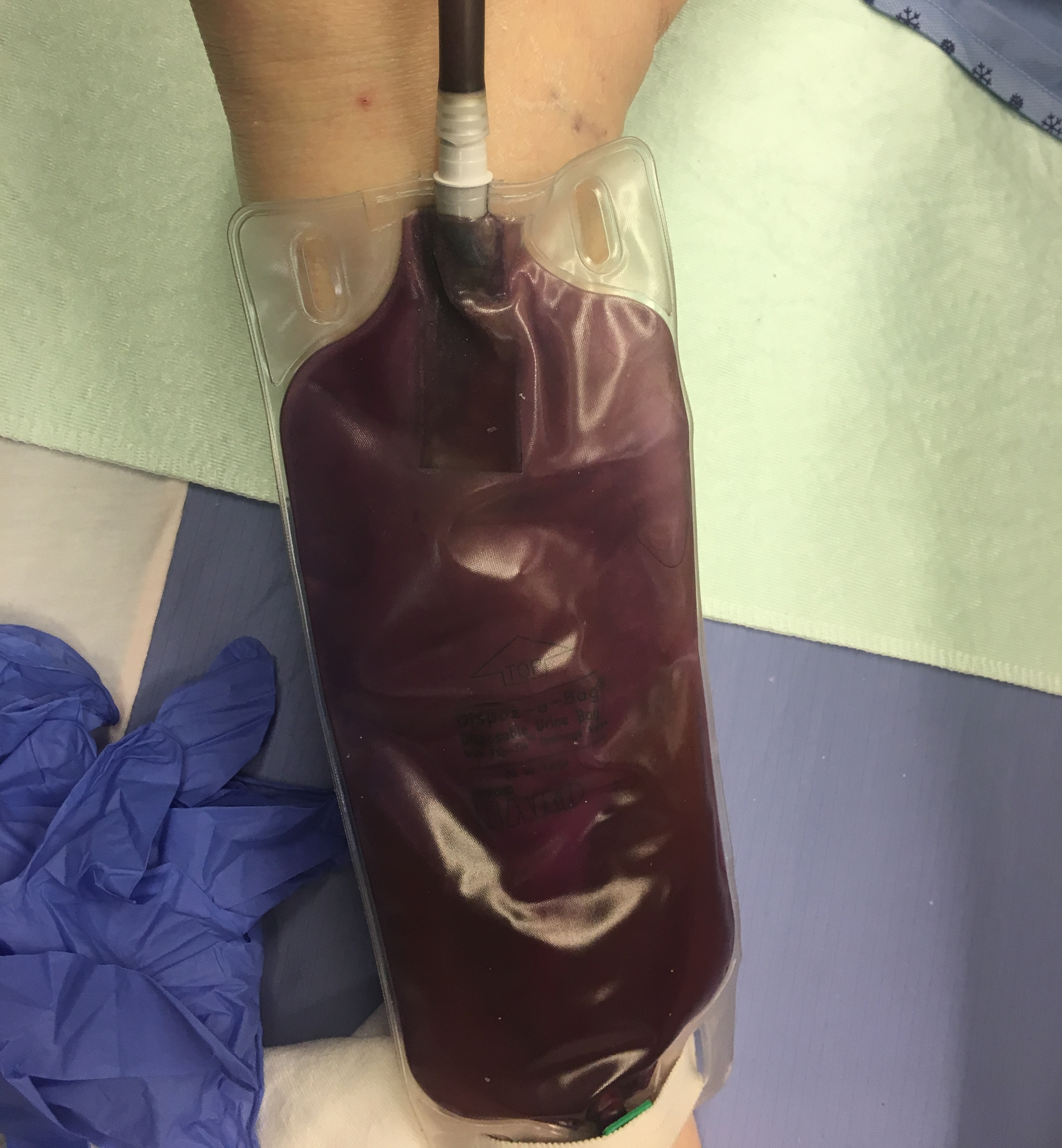
紫色に染まった採尿バッグ

紫色採尿バッグ症候群 (むらさきいろさいにょうバッグしょうこうぐん、英:  Purple urine bag syndrome, PUBS) は主に長期病臥中で尿道カテーテルを長期留置している患者に見られ、採尿バッグ（蓄尿バッグ）が紫色に染められる現象である。紫色畜尿バッグ症候群、紫色尿バッグ症候群、とも言う。尿中のインジカンが細菌によって色素になり、その色素が採尿バッグを染め上げる。尿道カテーテルの長期留置・慢性便秘・尿路細菌感染が重なると多いが、様々な例が報告され機序不明例もある。尿が紫色な訳ではなく、尿自体は黄色である。尿に含まれる色素が採尿バッグに付着していき紫色になっていく。

## 概要
1978年、Barlowらが、尿路変更を行った患者ではじめて報告している。尿路感染症を伴っていたその患者では採尿バッグがときどき紫色に染められ、同年にはPayne, Sammondsらによっても同様な報告がされた。これらの報告では、老人施設ではよくあることであり、ほとんどは寝たきりでかつ女性に多いとされている。1988年にはDeallerらによって、一部の菌種が有するサルファターゼ（硫酸エステル加水分解酵素）によって、尿中のインジカンが色素であるインジゴに変化し、採尿バッグが着色すると解明された。
典型例での機序は、慢性便秘によって腸内細菌が異常増殖し、必須アミノ酸であるトリプトファンが有害なインドールに変えられる。腸から吸収されたインドールは肝臓において硫酸抱合後、無害なインジカンに変えられ尿に排出される。この際、尿路に細菌がいると細菌によってインジカンはインジゴブルー・インジルビン(インジゴレッド)などの色素に変わり、その色素が採尿バッグを変色させる。色素は青色であるインジゴブルーと赤色であるインジゴビンによるが、これらの割合によって青が強くなったり赤が強くなったりしうる。インジゴ青、インジゴ赤以外の色素も検出されている。尿色は淡黄色で悪臭を放つ。
女性に多いとされているが、症例報告によっては男性のPUBSが多く報告されているものもあり、すべての症例で尿はアルカリ性を示し、着色の機序に関係している可能性が指摘されている。

## 色素の産生
色素が生まれるのは、尿中のインジカンが、インドキシルホスタファーゼ活性またはサルファターゼ活性を持つ細菌によって合成されるからである。その細菌はEnterococcus属の物が多いという報告もあるが、PUBSを起こしうるインドキシルホスタファーゼ活性を持つ細菌の種類は多く、また治療の結果などにより原因菌種が交代することもあり必ずしも一定ではない。
原因菌として下記が挙げられている。
- Providencia stuartii - プロビデンシア属日和見感染菌
- Klebsiella pneumoniae - 肺炎桿菌
- Enterobacter agglomerans - パントエア菌（英語版）、日和見感染菌

## 原因・治療
抗生物質の投与によって細菌が減少もしくは菌種が交代することにより採尿バッグの着色が改善されたとする報告があるが、中には治療後にも着色現象が不変であったり、尿中インジカンが検出されないのに採尿バッグが着色するケースなどもあり、着色の機序はひとつだけではないことが示唆されている。
PUBSにおいて着色現象そのものでなく、治療の対象とはならないが、その背景になりうる便通のコントロールや、寝たきり、カテーテル長期留置、細菌感染などに対する予防医学の重要性が指摘されている。